# استرتال
استرتال (به انگلیسی: Strethall) یک محله مدنی و روستا در بریتانیا است که در آتلزفورد واقع شده‌است.